# 第29回寬仁親王牌・世界選手権記念トーナメント
第29回寬仁親王牌・世界選手権記念トーナメントは、2020年10月15日から18日まで、前橋競輪場で開催。優勝賞金2940万円（副賞含む）。

## 決勝戦

### 競走成績
- 10月18日（日）第12レース[4][5][6][7][8]
- 誘導員…稲村成浩（群馬）[9]

| 着 | 車番 | 選手     | 登録地 | 級 班 | 着差     | 決まり手 | 上がり (秒) | H/B | 特記           |
| -- | ---- | -------- | ------ | ----- | -------- | -------- | ----------- | --- | -------------- |
| 1  | 1    | 脇本雄太 | 福井   | SS    |          | 逃げ     | 9.4         | JHB |                |
| 2  | 5    | 新田祐大 | 福島   | SS    | 3/4車身  | 捲り     | 9.2         |     | 走注（斜行）   |
| 3  | 4    | 東口善朋 | 和歌山 | S1    | 2車身    |          | 9.5         |     |                |
| 4  | 7    | 松浦悠士 | 広島   | SS    | 1/2車身  |          | 9.1         |     |                |
| 5  | 9    | 守澤太志 | 秋田   | S1    | 1車輪    |          | 9.1         |     |                |
| 6  | 3    | 郡司浩平 | 神奈川 | SS    | 1車身1/2 |          | 9.1         |     |                |
| 7  | 2    | 山田英明 | 佐賀   | S1    | 1車身1/2 |          | 9.1         |     | 走注（押上げ） |
| 8  | 6    | 山田庸平 | 佐賀   | S1    | 1/2車輪  |          | 9.0         |     |                |
| 9  | 8    | 橋本強   | 愛媛   | S1    | 1車身    |          | 9.2         |     |                |

### 配当金額
- 上段：複式、下段：単式

| 2枠連    | 2枠連     | 2車連       | 2車連       | 3連勝       | 3連勝        | ワイド          | ワイド                           |
| 59,893票 | 59,893票  | 129,678票   | 129,678票   | 680,659票   | 680,659票    | 70,874票        | 70,874票                         |
|          |           |             |             |             |              |                 |                                  |
| 1=4      | 260円 (1) | 1=5         | 400円 (1)   | 1=4=5       | 1,700円0 (5) | 1=5 1=4 4=5     | 230円0 (1) 360円0 (4) 920円 (12) |
| 1-4      | 430円 (1) | 1-5         | 720円 (1)   | 1-5-4       | 4,500円 (12) | 1=5 1=4 4=5     | 230円0 (1) 360円0 (4) 920円 (12) |
|          |           |             |             |             |              |                 |                                  |
| 93,703票 | 93,703票  | 1,299,939票 | 1,299,939票 | 9,376,936票 | 9,376,936票  | 計 11,711,682票 | 計 11,711,682票                  |

### レース概要
決勝戦では、レースの主導権を握った脇本雄太が打鐘前から先行態勢を構築し、最終周回で後続を突き放して優勝した。新田祐大は3番手待機から最終3コーナーでまくりを試みたが及ばず2着、東口善朋は打鐘後に先団をけん制したものの3着に留まった。

## 特記事項
- 前橋競輪場での寛仁親王牌開催は、前年に続き5年連続21度目（なお、次回は弥彦競輪場で6年ぶりに開催された）。

- 今開催は2月の第35回読売新聞社杯全日本選抜競輪以来の条件なしの有観客での特別競輪開催となったが、COVID-19流行と感染拡大を防止する観点から入場は各日5,000名[注 1]・特別観覧席57名と制限した上での開催となった（新型コロナウイルスに伴う影響）。

- 決勝戦の地上波中継は、「第29回寬仁親王牌・世界選手権記念トーナメント（GI）決勝戦」テレビ東京《TXN系列 全6局ネット》が放送（BSテレ東でも同時放送）[14][15]。

- シリーズ四日間の総売上は、85億4077万4100円[16][17]。前年比126・1％となり、目標としていた85億円をぎりぎり上回った。また、この大会としては、2012年の第21回大会以来8年ぶりに前年を上回る事になった。

### 競走データ
- 初日12Rの日本競輪選手会理事長杯は、今年は豊橋で予定されていた全日本プロ選手権自転車競技大会（全プロ）が中止となったために選考条件が一部変更になり[18][19]、S級S班の9名が選出された[20]。

- 今回、GI決勝戦初進出は、山田庸平[21]と橋本強[22]。また、山田庸平は兄・山田英明とともに勝ち上がり、兄弟で同時に決勝進出。兄弟で同時にGI決勝戦に進出したのは2018年の第72回日本選手権競輪における村上義弘・博幸兄弟以来で、2年ぶり18例目。寛仁親王牌では初の事例となった。なお、今回は二人とも表彰台に上がることはできなかったが、過去に兄弟ワンツーは1976年の第19回オールスター競輪での（優勝）藤巻昇・（2着）清志、2010年の第63回日本選手権競輪での（優勝）村上博幸・（2着）義弘の2例があるのみである[23]。

- グランドスラムに王手の懸かった新田祐大は2着に終わり、来年以降に持ち越しとなった。